# Infinity Tower (Brisbane)
La Infinity Tower es un rascacielos de 249 metros de altura situado en el 43 de Herschel Street, en Brisbane, Australia. Fue el edificio más alto de Brisbane desde que sobrepasó a Soleil en 2013 hasta 2017, cuando fue sobrepasado por 1 William Street, de 259,8 metros de altura.
Tiene 81 plantas, con un total de 549 apartamentos. Está situado en una parcela relativamente pequeña y forma parte del North Quarter District del Brisbane CBD. Está cerca de la Roma Street railway station, King George Square, Queen Street Mall y el Treasury District. También está cerca del Kurilpa Bridge, que da acceso a South Bank Parklands y el Queensland Cultural Centre.
Por altura de azotea, Infinity Tower es el dieciseisavos edificio más alto de Australia, por detrás de Eureka Tower, Prima Pearl y Rialto Towers, todos ellos situados en Melbourne. Además, es el edificio más alto (por altura de azotea) de Queensland al haber superado al Q1, aunque este es más alto si se incluye su antena.
Los residentes tienen instalaciones como spa, piscina, gimnasio privado y sauna. En febrero de 2013 ya se habían vendido casi dos tercios de los apartamentos del edificio.

## Construcción
La excavación comenzó en noviembre de 2009 después de que Meriton comprara la parcela, que era anteriormente un aparcamiento al nivel del suelo, por A$25 millones.
En marzo de 2012, Meriton solicitó permiso al Departamento de Infraestructuras y Transporte para instalar una grúa que llegara a una altura de 311 m, después de que el Ayuntamiento de Brisbane aprobara el aumento de cuatro plantas al diseño original.
El edificio fue inaugurado oficialmente por el primer ministro de Queensland, Campbell Newman y el director de Meriton, Harry Triguboff, el 24 de julio de 2013.
Desde noviembre de 2013 se han completado progresivamente las plantas 25 a 64, y a comienzos de 2014 se finalizó la construcción.

## Galería de imágenes

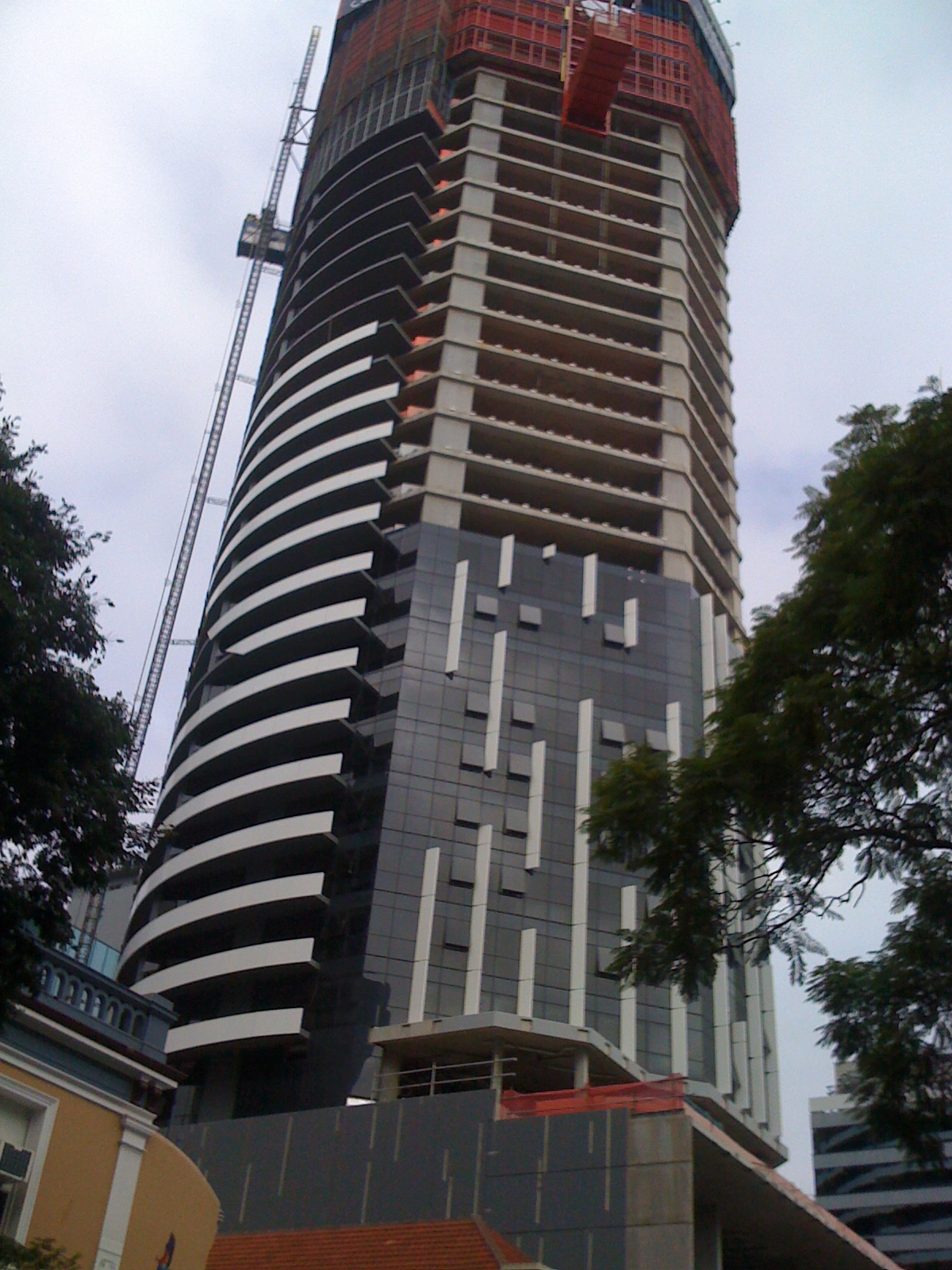
Infinity Tower en construcción en julio de 2012
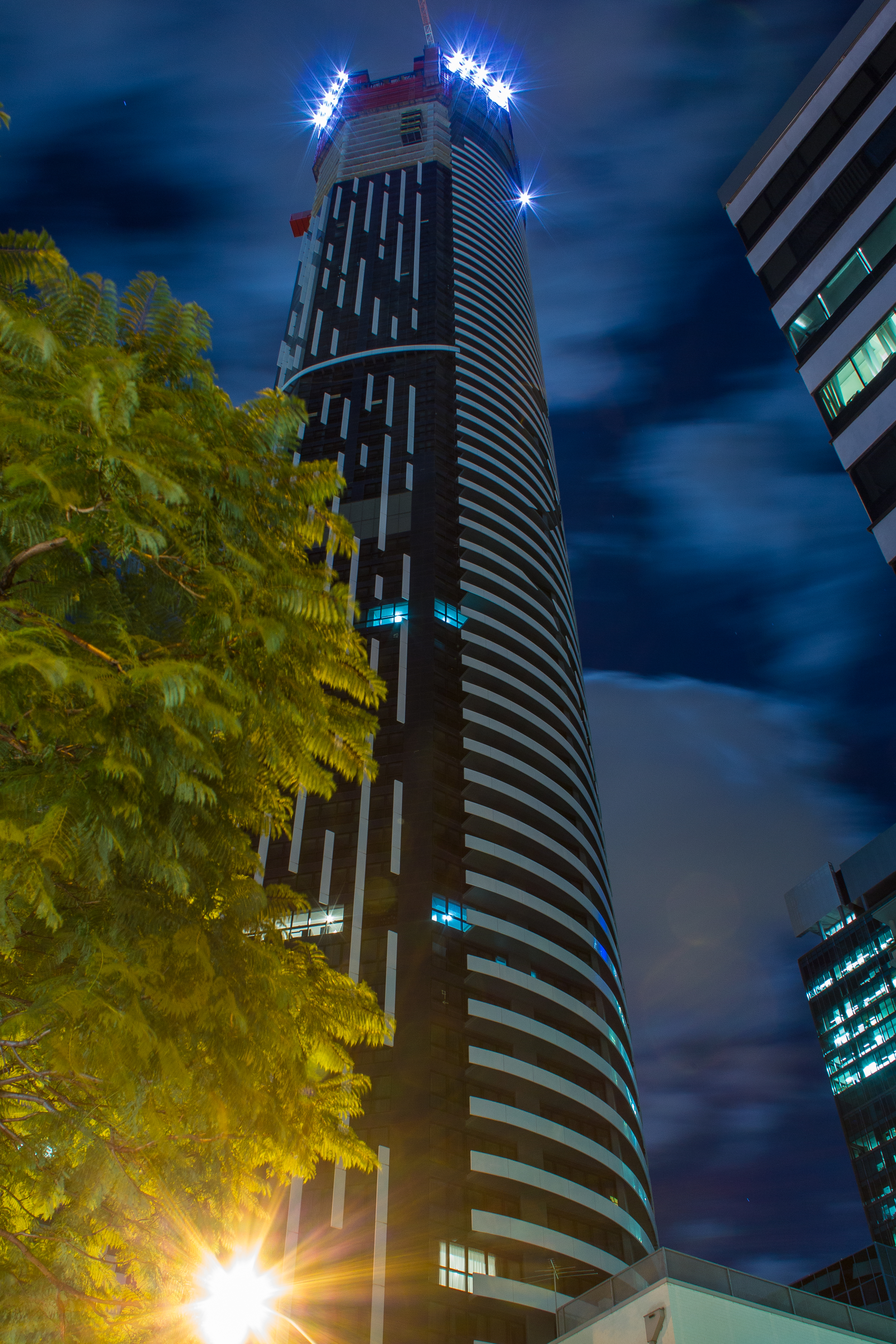
Infinity Tower en construcción en abril de 2013
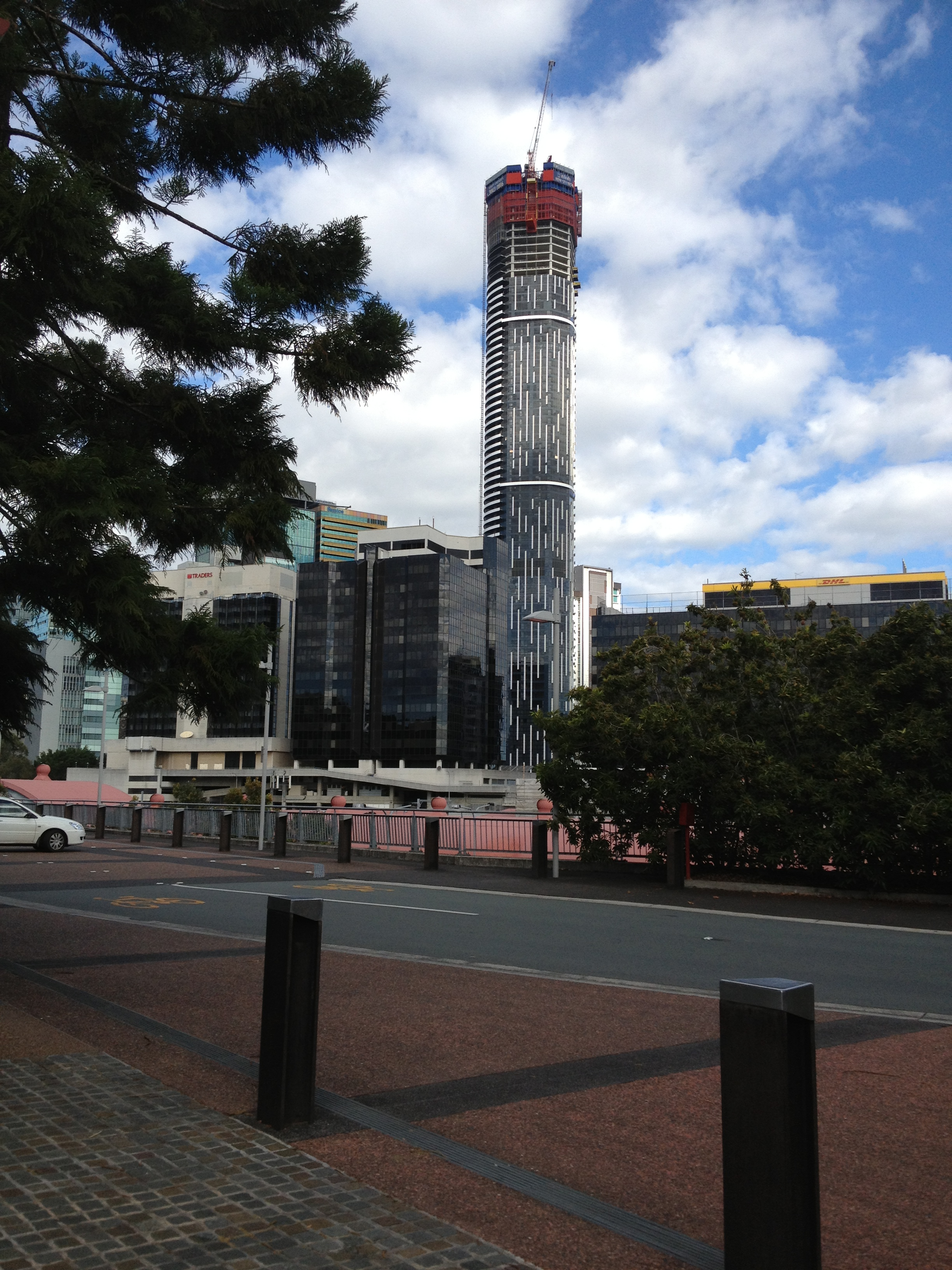
Infinity Tower en construcción en mayo de 2013